# 上枝恵美加
上枝 恵美加（かみえだ えみか、1994年〈平成6年〉7月13日 - ）は、日本の女優で、女性アイドルグループ・NMB48の元メンバー。大阪府出身。アイエス・フィールド所属。

## 来歴

### NMB48メンバーとして
2011年12月25日に『第3期生オーディション』に合格。
2012年10月10日に、3期生から選抜された16名によりチームBIIが結成され、キャプテンに選ばれた。
2013年9月18日、『AKB48 34thシングル選抜じゃんけん大会』に出場し、第2位に選出。
同年12月11日に発売されたAKB48の34thシングル『鈴懸の木の道で「君の微笑みを夢に見る」と言ってしまったら僕たちの関係はどう変わってしまうのか、僕なりに何日か考えた上でのやや気恥ずかしい結論のようなもの』において、初めてシングル表題曲の選抜メンバーに選ばれた。
2015年4月13日、学業専念（留学）のため、NMB48としての活動を一時休業。
2016年10月18日、「大組閣」と称したチーム再編により、チームMへの異動が発表される。
2017年7月、劇場公演においてNMB48を卒業することを発表。同月31日にNMB48劇場で行われた卒業公演をもって、NMB48を卒業した。

### NMB48卒業後
2019年10月、スペインに渡って、スペインの事務所『La Central 』に 所属しつつ日本でも活動を行っていた。
2023年3月1日、芸能事務所であるアイエス・フィールドに所属することを発表。

## 人物
英語とスペイン語が堪能である。

## NMB48在籍時の参加楽曲

### シングル選抜曲
NMB48名義
- 「ナギイチ」に収録
  - 理不尽ボール - 「アンダーガールズ」名義
- 「ヴァージニティー」に収録
  - ちょっと猫背
- 「北川謙二」に収録
  - インゴール
- 「僕らのユリイカ」に収録
  - 奥歯 - 「白組」名義
- 「カモネギックス」に収録
  - 土砂降りの青春の中で - 「白組」名義
- 「高嶺の林檎」に収録
  - プロムの恋人 - 「白組」名義
- 「らしくない」に収録
  - スターになんてなりたくない - 「Team BII」名義
- 「Don't look back!」に収録
  - ロマンティックスノー - 「Team BII」名義
- 「甘噛み姫」に収録
  - フェリー　- 「Team BII」名義
- 「僕はいない」に収録
  - 妄想マシーン3号機　- 「Team BII」名義
- 「僕以外の誰か」に収録
  - 恋は災難 - 「Team M」名義

AKB48名義
- 「ギンガムチェック」に収録
  - あの日の風鈴 - 「ウェイティングガールズ」名義
- 鈴懸の木の道で「君の微笑みを夢に見る」と言ってしまったら僕たちの関係はどう変わってしまうのか、僕なりに何日か考えた上でのやや気恥ずかしい結論のようなもの
  - 君と出会って僕は変わった - 「NMB48」名義

### アルバム選抜曲
NMB48名義
- 『てっぺんとったんで!』に収録
  - てっぺんとったんで!
  - アーモンドクロワッサン計画 - 「Team BII」名義
- 『世界の中心は大阪や 〜なんば自治区〜』に収録
  - 君にヤラレタ - 「Team BII」名義

## 出演

### テレビ

#### バラエティ番組
- ブラックミリオン（2013年4月6日 - 2014年3月29日、テレビ東京） - アシスタントとして交代で出演

#### その他のテレビ番組
- 歴史秘話ヒストリア 「愛と悲しみの“大奥物語”～女の園に生きた 絵島の恋～」（2016年5月6日、NHK総合）[11]

### 舞台
- Girls Reading theater「童話シリーズ」GW Special（2022年5月3日 - 5日、浅草花劇場）[12]
- アリスインプロジェクト「アリスインデッドリースクール 永劫」（2022年11月23日 - 27日、新宿村LIVE） - 氷鏡庵 役[13][14]
- MUSICAL「リフレインする君の声〜encore 2023〜」（2023年1月19日 - 22日、六行会ホール）[15]
- feather stage「テンリロ☆インディアン」（2023年4月26日 - 30日、シアターKASSAI） - ケイト・デイビス 役[16]
- RAVE☆塾 vol.11「姫様スターダスト〜激しき学級階層の頂点に君臨する麗しきわがままプリンセスが体験した最恐の悪夢〜」（2023年8月24日 - 27日、築地本願寺ブディストホール） - 主演・友崎沙耶香 役[17]
- 舞台「降臨SOUL」（2023年12月1日、中目黒キンケロシアター） - 日替わりゲスト（天帝 役）[18]

### ラジオ
- NMB48上枝恵美加の学校行くDay-♡（2014年1月16日 - 12月18日、FM西東京）[19][20]
- NMB48 井尻晏菜&上枝恵美加 Unlimited（2017年2月3日 - 7月21日、YES-fm）[21]

### 配信ドラマ
- AIから市長に選ばれてデートにもいけない！！（2022年9月1日 - 、スターフライヤー） - 主演・青山れいな（市長） 役[注 1]

### 配信番組
- ゲッティング・ダーティ・イン・ジャパン（2025年‐、Amazon Prime Video）- MCとして出演[22]

### 映画
- よもつへぐい（2021年1月24日劇場公開、渋谷ユーロライブ） - 本城小春 役
- ARAKAWA UNDER 9 -Episode1-（2023年公開予定）[23]
- Aichaku（2024年公開予定） - Erika役
- Good Morning L.A.（公開日予定、アイエス・フィールド） - 主演・美香 役[24]